# Theniet el Had
Theniet el Had är en ort i Algeriet.   Den ligger i provinsen Aïn Defla, i den norra delen av landet, 130 km sydväst om huvudstaden Alger. Theniet el Had ligger 1 129 meter över havet och antalet invånare är 27 687.

## Terräng och klimat
Terrängen runt Theniet el Had är kuperad. Runt Theniet el Had är det ganska tätbefolkat, med 90 invånare per kvadratkilometer. Det finns inga andra samhällen i närheten. Trakten runt Theniet el Had består till största delen av jordbruksmark.